# Clotrimazolo
Il clotrimazolo (nella fase sperimentale conosciuto anche con la sigla Bay B 5097) è un farmaco antimicotico, un composto azolico utilizzato per curare infezioni fungine dell'epidermide e in particolare le infezioni vaginali e il piede d'atleta. In Italia il farmaco è venduto dalla società farmaceutica Bayer con il nome commerciale di Canesten, nella forma farmaceutica di crema, soluzione per spray cutaneo, e polvere cutanea. Viene inoltre commercializzato da altre società farmaceutiche come medicinale equivalente.

## Storia
Il clotrimazolo fu sviluppato alla fine degli anni '60 dalla società farmaceutica tedesca Bayer e fu commercializzato per la prima volta in Germania nel 1973 con il nome di Canesten. Allo scadere del brevetto il farmaco è stato commercializzato come medicinale equivalente da molte società in tutta Europa ed è inoltre disponibile come farmaco da banco (OTC).

## Farmacodinamica
Il clotrimazolo agisce contro i funghi inibendo la sintesi di alcuni steroli necessari per membrana cellulare, e in particolare dell'ergosterolo, una sostanza presente nelle membrane fungine, ma non nelle membrane cellulari dell'uomo. L'inibita sintesi di ergosterolo comporta un danno strutturale e funzionale a carico della membrana della cellula fungina, compromettendone la riproduzione e le attività infettive.
Gli studi hanno messo in evidenza che minime concentrazioni di clotrimazolo comportano la perdita di composti fosforici intracellulari verso l'ambiente esterno, oltre alla rottura degli acidi nucleici della cellula e un accelerato efflusso verso l'esterno del potassio (K+). Questi fenomeni conducono inevitabilmente alla morte cellulare. Il farmaco ha dimostrato un ampio spettro d'azione antimicotica, sia in vitro sia in vivo, e agisce contro dermatofiti, lieviti, muffe e altri tipi di miceti. 
Oltre all'attività antimicotica, clotrimazolo agisce anche su Trichomonas vaginalis e alcuni germi gram-positivi (streptococchi e stafilococchi) e germi gram-negativi (in particolare Bacteroides e Gardnerella vaginalis). Lo sviluppo di resistenza secondaria da parte di funghi sensibili è stato osservato solo in casi sporadici.

## Farmacocinetica
A seguito di applicazione cutanea l'assorbimento di clotrimazolo nel circolo ematico nell'uomo attraverso la cute intatta o infiammata avviene in misura insignificante. Le concentrazioni plasmatiche di picco ottenibili dopo applicazione topica sono sempre risultate al di sotto del limite di rilevamento. È perciò improbabile che clotrimazolo applicato localmente sulla pelle possa dar luogo a effetti indesiderati di tipo sistemico.

## Tossicità
La dose letale DL50, una misura della tossicità acuta, dopo singola assunzione per via orale è per i topi pari a 708 mg/kg di peso corporeo e per i ratti di 923 mg/kg. Quando somministrato per via intraperitoneale la DL50 è rispettivamente di 347 mg/kg e 445 mg/kg peso corporeo.

## Usi clinici
Il farmaco trova indicazione e si è dimostrato efficace nel trattamento della micosi della pelle e delle pieghe cutanee, e in particolare nella pitiriasi versicolor, candidosi cutanea e vaginale, tinea pedis o piede d'atleta, tinea corporis.

## Effetti collaterali e indesiderati
Clotrimazolo durante 40 anni di largo impegno clinico ha mostrato un'elevata tollerabilità. In quest'arco di tempo solo una bassa percentuale di pazienti trattati (1%-2%) ha riportato effetti collaterali, di limitata gravità.
Gli effetti avversi più frequenti sono di tipo locale e pertanto a carico della cute e del tessuto sottocutaneo: rash cutaneo, orticaria, sensazione di fastidio o dolore nella zona di applicazione, vescicole, edema cutaneo, prurito, irritazione, bruciore, desquamazione, eruzione cutanea.

## Controindicazioni
Il farmaco è controindicato nei soggetti con ipersensibilità nota al principio attivo oppure a uno qualsiasi degli eccipienti.

## Dosi terapeutiche
La crema deve essere applicata in piccola quantità, 2 o 3 volte al giorno, in corrispondenza della zona cutanea da trattare, avendo cura di frizionare leggermente. L'applicazione deve essere preceduta dal lavaggio e accurata asciugatura della parte. La crema trova indicazione soprattutto per il trattamento di zone cutanee glabre (cioè prive di peli).

## Gravidanza e allattamento
Non esistono studi clinici controllati su donne in gravidanza. Da studi epidemiologici è stata evidenziata l'assenza di effetti dannosi di clotrimazolo sulla madre e sul bambino. Nel primo trimestre di gravidanza è tuttavia buona norma somministrare il farmaco solo in caso di effettiva necessità.

## Chimica
Il composto (3) è prodotto grazie alla alchilazione dell'imidazolo (1) con o-clorotritil cloruro (2) in acetone, con trietilamina come base.

## Avvertenze
Come è noto nelle micosi le recidive sono molto comuni. Per tale motivo nel corso del trattamento ci si deve attenere ad alcune elementari norme igieniche. La biancheria intima deve essere frequentemente cambiata e similmente gli asciugamani, che è bene siano strettamente personali evitando la promiscuità di ogni tipo di indumento o biancheria.